# 尼文
尼文是德国莱茵兰-普法尔茨州的一个市镇。总面积4.28平方公里，总人口987人，其中男性487人，女性500人（2011年12月31日），人口密度每平方公里231人。